# Аджаме
Аджаме (фр. Adjamé) — одна из 10 городских коммун Абиджана, Кот-д'Ивуар. Она является частью агломерации и автономного округа Абиджана.

## Название
Имя Аджаме означает «перекресток» или «центр» на местном чаманском языке. Народ чаман в Аджаме называется Агбоу Джемиан и подчиняется вождю Нангуи Аброгуа. Аджаме расположен к северу от Плато, Абиджан. В Аджаме находится самая важная автобусная станция в стране, откуда автобусы обслуживают весь Кот-д'Ивуар, а также соседние страны.

## Галерея

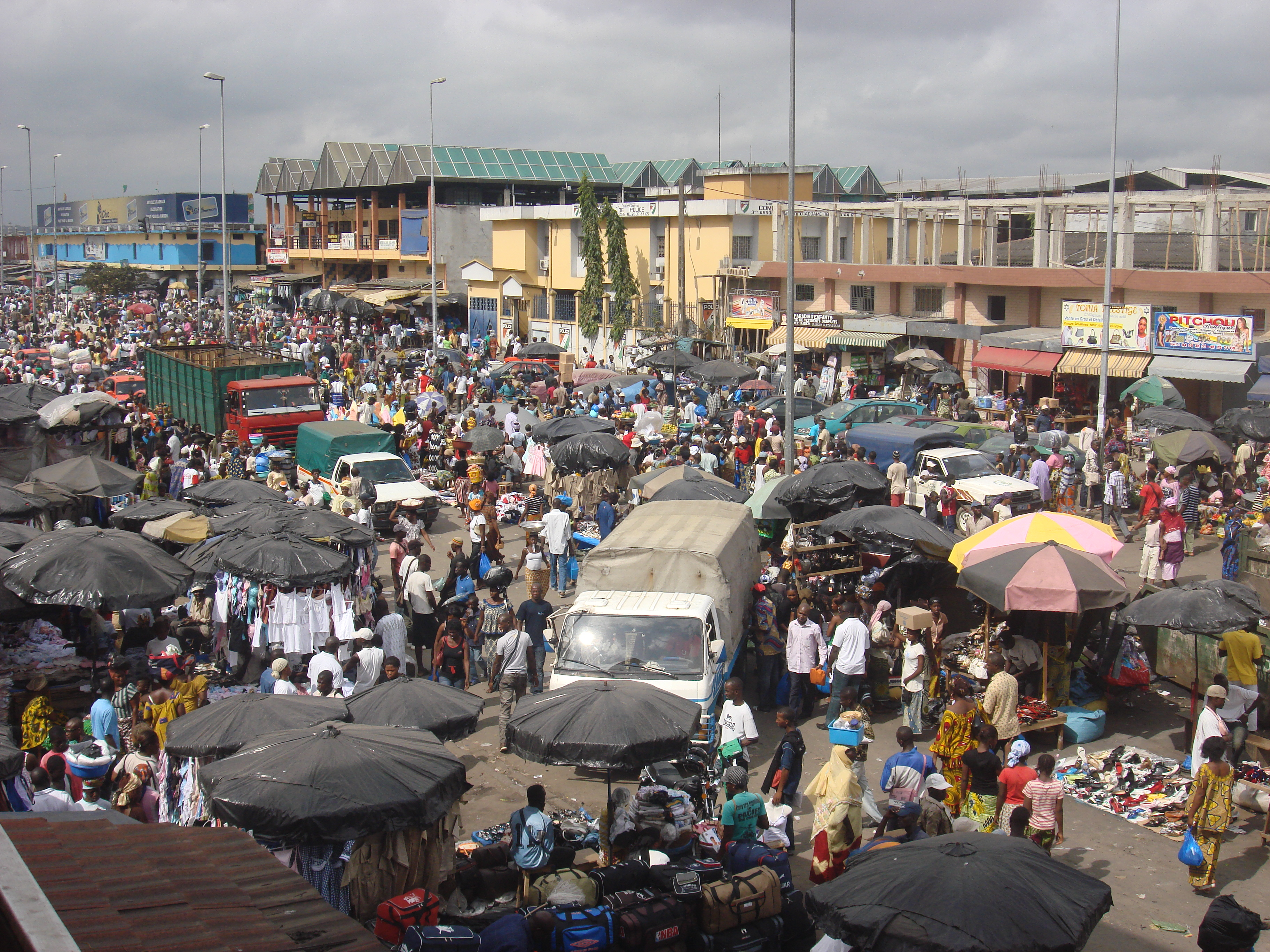
Рынок, 2008
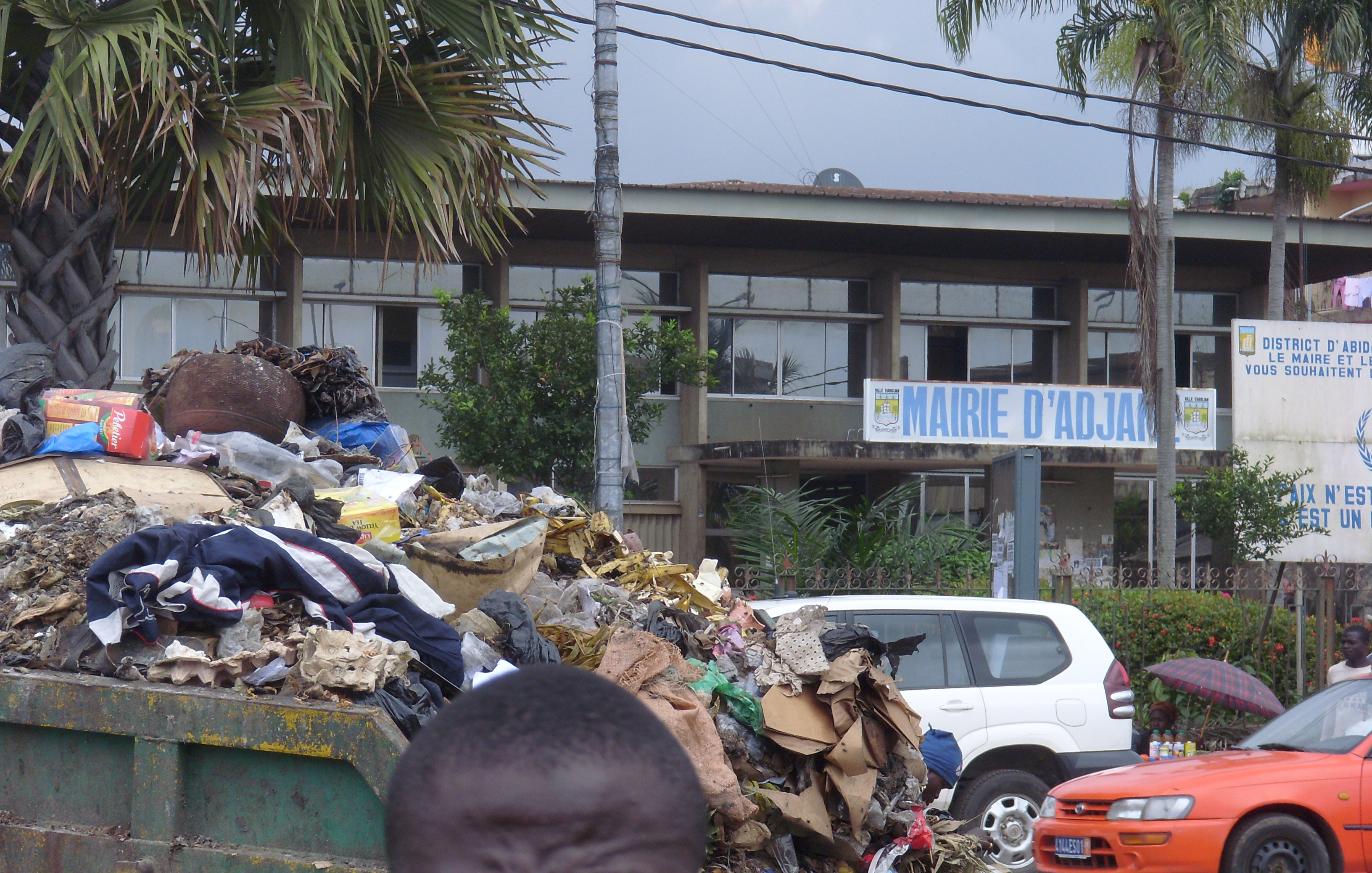
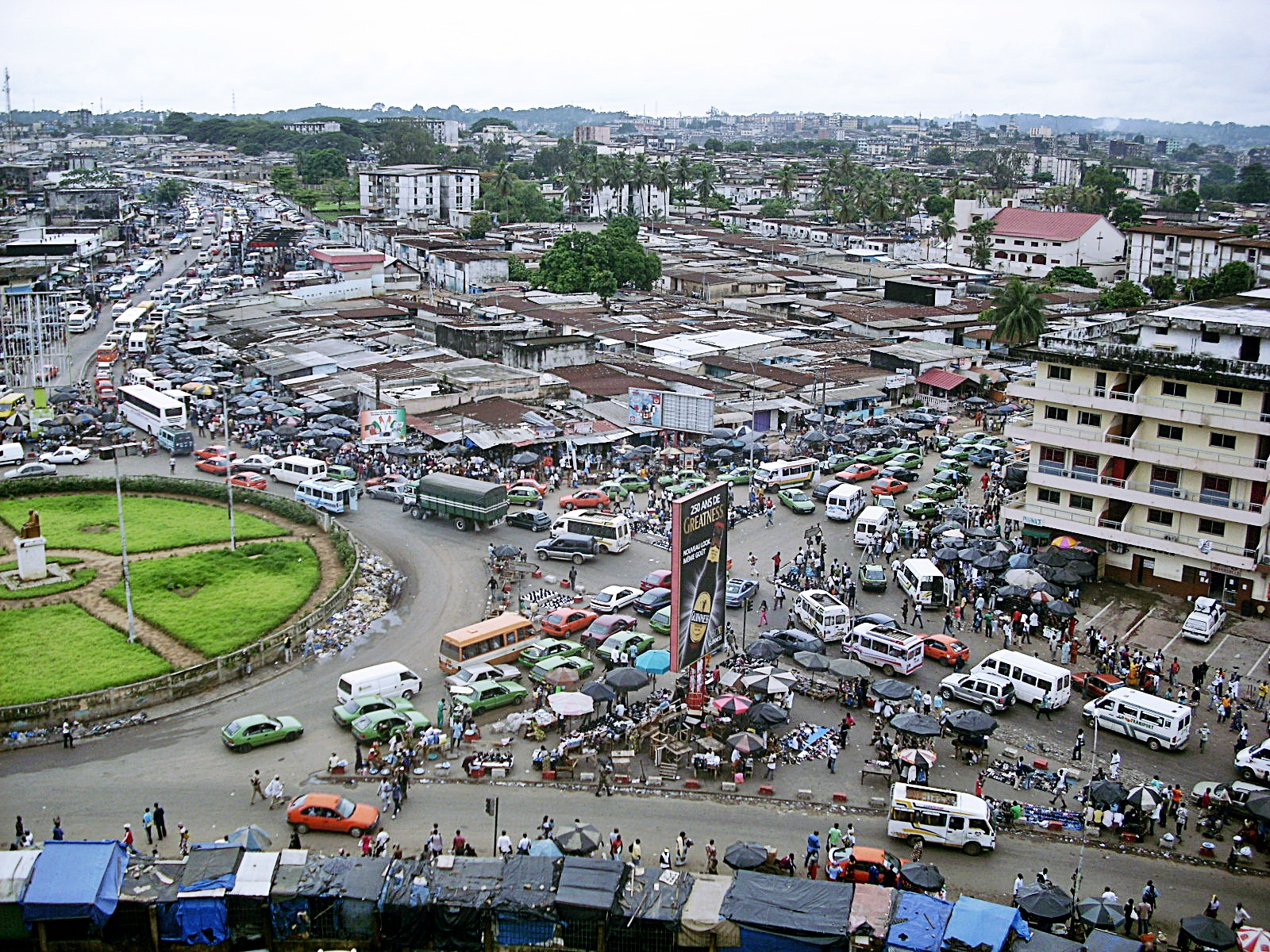
Liberté roundabout, 2010
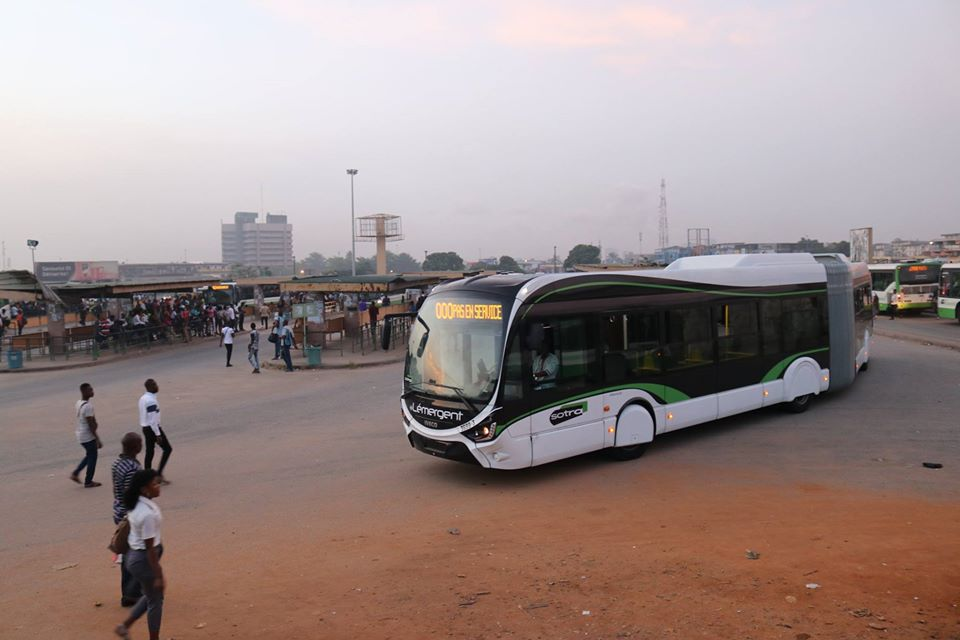
Автобусная остановка